# Avetis Aharonian
Pour les articles homonymes, voir Aharonian.
Avetis Aharonian, né le 9 janvier 1866 à Iğdır et mort le 20 avril 1948 à Marseille, est un écrivain, journaliste et homme politique arménien.

## Biographie

### Jeunesse et formation
Avetis Aharonian est né à Igdirmava, petit village proche du bourg d'Igdir à l'époque sous domination russe. Vers 1855, ses parents avaient émigré du village de Haftevan (district de Salmast) pour fuir le joug musulman et se réfugier dans la Russie orthodoxe.
Son père, Arakel, était forgeron et illettré. Au contraire de sa mère Zartar, qui apprend à lire et à écrire non seulement à ses propres enfants mais aussi à ceux des environs. C'est dans ce foyer que l'esprit de l'enfant se forme. Aharonian rapporte lui-même ses souvenirs dans son ouvrage autobiographique Im Kirke (Mon livre). Le milieu rural, avec toute sa diversité, ses mœurs anciennes, ses contes et ses coutumes, ses saisons bonnes ou mauvaises, marque son esprit. Enfant attentif et sensible, il écoute déjà les bruits de la nature. Son attention est attiré par les incidents et les événements, par les gens et leurs caractéristiques morales et cela le fait réfléchir.
C'est auprès de sa mère que le jeune Avetis reçut les premiers éléments de son instruction. Ses parents voulaient en faire un prêtre. Il commence donc ses études au Séminaire théologique Gevorkian d'Etchmiadzin. Très bon élève, il se détourne rapidement de la carrière religieuse et décroche une bourse pour aller étudier la philosophie, l'histoire et les lettres en Europe. Il étudie ainsi à l'université de Lausanne (philosophie et histoire) jusqu'en 1901 puis à la Sorbonne (littérature). Il est l'auteur d'un mémoire intitulé Les anciennes croyances arméniennes, soutenu en 1913, qui lui permet de décrocher le grade de docteur ès lettres.

### Carrière
Après son retour, il adhère à la Fédération révolutionnaire arménienne et collabore avec Trochak (Drapeau), le journal du parti. Il collabore à plusieurs journaux ou périodiques (Mourdj, Haratch, Alik). Entre 1907 et 1909, il est le directeur (ou peut-être seulement conseiller d'éducation) de l'Académie Nersissian à Tiflis. Il se rend en 1907 à la Seconde conférence de La Haye. Il est arrêté par la police tsariste en 1909,, mais s'échappe de sa prison deux ans plus tard et s'exile en Suisse.

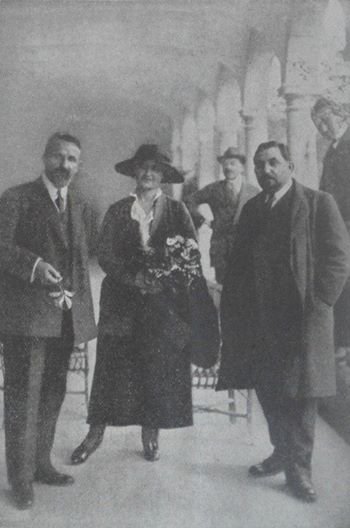
Avetis Aharonian en compagnie de sa deuxième femme Nvart à San Lazzaro degli Armeni en 1920.

Avetis Aharonian retourne dans le Caucase en 1916. Il participe à la formation du Congrès national arménien et prend en 1917 la tête du Conseil national arménien, qui fonde la Première République d'Arménie,. Le gouvernement du nouvel État en fait l'un des visages principaux du pays sur la scène internationale, notamment du fait de ses qualités littéraires et de sa connaissance du français. Ainsi, il dirige la délégation arménienne envoyée à Constantinople en 1918 chargée de régler la question de la frontière entre l'Arménie et l'Empire ottoman ; Avetis Aharonian rencontre un certain nombre de personnalités, dont Talaat Pacha et Enver Pacha,. En décembre 1918, il ensuite nommé par le parlement arménien à la tête de la délégation envoyée à la conférence de paix de Paris (1919), mais il découvre à son arrivée que son pays n'a pas sa place à la table des négociations. Il reste dans la capitale française et est l'un des signataires du Traité de Sèvres en août 1920. Cependant, ce traité, qui reconnaît l'Arménie en tant qu’État indépendant, n'a que peu d'impact du fait de l'invasion soviétique qui a lieu quelques mois plus tard.
Avetis Aharonian s'installe alors en France et continue de représenter les intérêts arméniens jusqu'au Traité de Lausanne en 1923, qui enterre définitivement les espoirs arméniens à l'autodétermination. Dans l'exil, il part régulièrement en tournée auprès des communautés arméniennes pour donner des conférences sur l'histoire et l'action de la République arménienne disparue. Un partisan de Boghos Nubar Pacha explique qu'il « possède au plus haut degré le secret d'électriser la foule ».
Il vit ensuite à Marseille. Le 11 février 1934, lors d'une conférence organisée par Hamazkaïne, il souffre d'un AVC en plein discours devant une assemblée de 2 000 personnes. Il vit ensuite 14 ans dans la ville phocéenne, incapable de parler ou d'écrire, et y meurt le 20 avril 1948. Il est inhumé au cimetière du Père-Lachaise (97e division).

## Hommages
- En 1950, le réalisateur franco-arménien Henri Verneuil lui consacre un documentaire[12].
- Une rue de la capitale arménienne, Erevan, porte son nom.

## Publications

### En français
- Le Village suisse, Éditions Turquoise, coll. « Altérité », 2016, 256 p. (ISBN 978-2-918823-12-4)

### Filmographie
- Henri Verneuil, Avedis-Aharonian, dernier président arménien, 1950 (court-métrage documentaire)[réf. nécessaire]